# Eucalyptus tenuipes
Eucalyptus tenuipes är en myrtenväxtart som först beskrevs av Joseph Henry Maiden och William Faris Blakely, och fick sitt nu gällande namn av William Faris Blakely och Cyril Tenison White. Eucalyptus tenuipes ingår i släktet Eucalyptus och familjen myrtenväxter. Inga underarter finns listade i Catalogue of Life.